# Silent Hill 4: The Room
Silent Hill 4: The Room (japonsky サイレントヒル4 ザ・ルーム, Sairento Hiru Fó Za Rúmu) je survival horor z roku 2004, který vyvinula skupina Team Silent z Konami Computer Entertainment Tokyo a vydala společnost Konami. Hra je čtvrtým dílem série Silent Hill. Silent Hill 4 byl vydán pro PlayStation 2, Xbox a Windows. Současně byl vydán i její soundtrack. V roce 2012 byla hra vydána na japonské síti PlayStation Network. Dne 2. října 2020 byla znovu vydána na serveru GOG.com s opravami, které umožnily její hraní v systému Windows 10.

## Hratelnost a děj
Na rozdíl od předchozích dílů, které se odehrávaly převážně ve městě Silent Hill, se tato hra odehrává v jižní části fiktivního města Ashfield a sleduje Henryho Townshenda, který se snaží uniknout ze svého zamčeného bytu. V průběhu hry Henry prozkoumává řadu nadpřirozených světů a dostává se do konfliktu s nemrtvým sériovým vrahem jménem Walter Sullivan.
Hra Silent Hill 4 se vyznačuje pozměněným herním stylem s navigací z pohledu třetí osoby a dějovými prvky převzatými z předchozích dílů.

## Vydání a ohlasy
Videohra byla vydána v červnu roku 2004 pro PlayStation 2. Později v témže roce byla vydána pro Xbox a Windows.
Po vydání hra získala vcelku příznivé hodnocení kritiků, ale její odklon od tradičního vzorce předchozích her se ukázal jako rozporuplný. Hra si však vysloužila pochvalu za implementaci některých unikátních herních mechanismů.